# Pakistan Super League 2021
Die Pakistan Super League 2021 war die sechste Saison der im Twenty20-Format ausgetragenen Pakistan Super League für pakistanische Cricket-Franchises. Ursprünglich sollte das am 20. Februar gestartete Turnier am 22. März 2021 in Pakistan enden. Da es jedoch zu Ausbrüchen von COVID-19 kam, musste das Turnier am 4. März abgebrochen werden. Die verbliebenen Spiele wurden zwischen 9. und 24. Juni in den Vereinigten Arabischen Emiraten ausgetragen. Im Finale setzten sich die Multan Sultans mit 47 Runs gegen die Peshawar Zalmi durch.

## Franchises
Dieses Jahr nehmen sechs Franchises am Turnier teil.
| Franchise         | Heimatort |
| ----------------- | --------- |
| Islamabad United  | Islamabad |
| Karachi Kings     | Karatschi |
| Lahore Qalandars  | Lahore    |
| Peshawar Zalmi    | Peschawar |
| Quetta Gladiators | Quetta    |
| Multan Sultans    | Multan    |

## Austragungsorte
Es sollte die zweite Saison werden die komplett in Pakistan ausgetragen wird, musste jedoch nach der Verlegung des zweiten Teils des Wettbewerbes in den Vereinigten Arabischen Emiraten weitergeführt werden.
| Austragungsort               | Ort       | Kapazität |
| ---------------------------- | --------- | --------- |
| National Stadium             | Karatschi | 34.228    |
| Sheikh Zayed Cricket Stadium | Abu Dhabi | 20.000    |

## Kader
| Islamabad United | Karachi Kings | Lahore Qalandars | Multan Sultans | Peshawar Zalmi | Quetta Gladiators |
| --- | --- | --- | --- | --- | --- |
| - Shadab Khan (K) - Alex Hales - Colin Munro - Faheem Ashraf - Hussain Talat - Asif Ali - Muhammad Musa - Zafar Gohar - Hasan Ali - Lewis Gregory - Phil Salt - Rohail Nazir - Reece Topley - Iftikhar Ahmed - Mohammad Wasim - Ahmed Safi Abdullah - Chris Jordan - Akif Javed - Fawad Ahmed - Paul Stirling - Ali Khan - Zeeshan Zameer | - Imad Wasim (K) - Babar Azam (VK) - Mohammad Amir - Colin Ingram - Aamer Yamin - Sharjeel Khan - Waqas Maqsood - Arshad Iqbal - Mohammad Nabi - Dan Christian - Chadwick Walton - Joe Clarke - Danish Aziz - Mohammad Ilyas - Zeeshan Malik - Qasim Akram - Noor Ahmad - Abbas Afridi | - Sohail Akhtar (K) - Shaheen Afridi (VK) - Mohammad Hafeez - Fakhar Zaman - David Wiese - Haris Rauf - Ben Dunk - Dilbar Hussain - Rashid Khan - Samit Patel - Tom Abell - Zeeshan Ashraf - Salman Ali Agha - Muhammad Faizan - Maaz Khan - Muhammad Zaid - Joe Denly - Ahmed Daniyal - Salman Mirza - Sandeep Lamichhane | - Mohammad Rizwan (K) - Shahid Afridi - Rilee Rossouw - Sohail Tanvir - Imran Tahir - Khushdil Shah - James Vince - Usman Qadir - Chris Lynn - Sohail Khan - Sohaib Maqsood - Shan Masood - Sohaibullah - Adam Lyth - Shahnawaz Dahani - Mohammad Umar - Imran Khan - Carlos Brathwaite | - Wahab Riaz (K) - Shoaib Malik (VK) - Kamran Akmal - Liam Livingstone - Haider Ali - David Miller - Mujeeb Ur Rahman - Sherfane Rutherford - Amad Butt - Umaid Asif - Saqib Mahmood - Imam-ul-Haq - Mohammad Imran - Mohammad Irfan - Abrar Ahmed - Mohammad Imran - Ravi Bopara - Mohammad Amir Khan - Tom Kohler-Cadmore - Waqar Salamkheil | - Sarfaraz Ahmed (K) - Mohammad Nawaz (VK) - Ben Cutting - Mohammad Hasnain - Azam Khan - Naseem Shah - Zahid Mahmood - Anwar Ali - Chris Gayle - Tom Banton - Usman Shinwari - Cameron Delport - Qais Ahmad - Abdul Nasir - Saim Ayub - Arish Ali Khan - Dale Steyn - Usman Khan - Faf du Plessis - Hasan Khan |
| Nachnominierungen für die zweite Phase | | | | | |
| - Usman Khawaja (VK) - Janneman Malan - Muhammad Akhlaq - Umar Amin - Brandon King | - Martin Guptill - Thisara Perera - Najibullah Zadran - Liton Das - Mohammad Haris | - Shakib Al Hasan - James Faulkner - Joe Burns - Callum Ferguson - Seekkuge Prasanna - Tim David - Sultan Ahmed | - Mahmudullah - Rahmanullah Gurbaz - George Linde - Obed McCoy - Shimron Hetmyer - Johnson Charles - Muhammad Waseem - Hammad Azam - Asif Afridi - Blessing Muzarabani | - Fabian Allen - Rovman Powell - Fidel Edwards - Bismillah Khan - Hazratullah Zazai - Sameen Gul - Khalid Usman - Jonathan Wells | - Andre Russell - Zahir Khan - Jack Wildermuth - Khurram Shahzad - Jake Weatherald - Zahoor Khan |

## Resultate

### Gruppenphase
Tabelle
Die ersten vier nach der Vorrunde qualifizierten sich für die Playoffs.
| Teams             | Sp. | S | N | NR | P  | NRR    |
| ----------------- | --- | - | - | -- | -- | ------ |
| Islamabad United  | 10  | 8 | 2 | 0  | 16 | +0.859 |
| Multan Sultans    | 10  | 5 | 5 | 0  | 10 | +1.050 |
| Peshawar Zalmi    | 10  | 5 | 5 | 0  | 10 | +0.586 |
| Karachi Kings     | 10  | 5 | 5 | 0  | 10 | −0.115 |
| Lahore Qalandars  | 10  | 5 | 5 | 0  | 10 | −0.589 |
| Quetta Gladiators | 10  | 2 | 8 | 0  | 4  | −1.786 |

Spiele
| 20. Februar Scorecard | Karatschi | Quetta Gladiators 121 (20)          | – | Karachi Kings 126-3 (13.5) |
|                       |           | Karachi Kings gewinnt mit 7 Wickets |   |                            |

| 21. Februar Scorecard | Karatschi | Peshawar Zalmi 140-6 (20)              | – | Lahore Qalandars 143-6 (18.3) |
|                       |           | Lahore Qalandars gewinnt mit 4 Wickets |   |                               |

| 21. Februar Scorecard | Karatschi | Multan Sultans 150-8 (20)              | – | Islamabad United 151-7 (19) |
|                       |           | Islamabad United gewinnt mit 3 Wickets |   |                             |

| 22. Februar Scorecard | Karatschi | Quetta Gladiators 178-6 (20)           | – | Lahore Qalandars 179-1 (18.2) |
|                       |           | Lahore Qalandars gewinnt mit 9 Wickets |   |                               |

| 23. Februar Scorecard | Karatschi | Multan Sultans 193-4 (20)            | – | Peshawar Zalmi 197-4 (19) |
|                       |           | Peshawar Zalmi gewinnt mit 6 Wickets |   |                           |

| 24. Februar Scorecard | Karatschi | Karachi Kings 196-3 (20)               | – | Islamabad United 197-5 (19.1) |
|                       |           | Islamabad United gewinnt mit 5 Wickets |   |                               |

| 26. Februar Scorecard | Karatschi | Lahore Qalandars 157-6 (20)          | – | Multan Sultans 159-3 (16.2) |
|                       |           | Multan Sultans gewinnt mit 7 Wickets |   |                             |

| 26. Februar Scorecard | Karatschi | Quetta Gladiators 198-7 (20)         | – | Peshawar Zalmi 202-7 (19.3) |
|                       |           | Peshawar Zalmi gewinnt mit 3 Wickets |   |                             |

| 27. Februar Scorecard | Karatschi | Multan Sultans 195-6 (20)           | – | Karachi Kings 198-3 (18.5) |
|                       |           | Karachi Kings gewinnt mit 7 Wickets |   |                            |

| 27. Februar Scorecard | Karatschi | Islamabad United 118 (20)            | – | Peshawar Zalmi 122-4 (17.1) |
|                       |           | Peshawar Zalmi gewinnt mit 6 Wickets |   |                             |

| 28. Februar Scorecard | Karatschi | Karachi Kings 186-9 (20)               | – | Lahore Qalandars 189-4 (19.2) |
|                       |           | Lahore Qalandars gewinnt mit 6 Wickets |   |                               |

| 1.–2. März Scorecard | Karatschi | Quetta Gladiators 156-7 (20)           | – | Islamabad United 157-4 (17) |
|                      |           | Islamabad United gewinnt mit 6 Wickets |   |                             |

| 3. März Scorecard | Karatschi | Peshawar Zalmi 188-5 (20)           | – | Karachi Kings 191-4 (19.3) |
|                   |           | Karachi Kings gewinnt mit 6 Wickets |   |                            |

| 3. März Scorecard | Karatschi | Quetta Gladiators 176-7 (20)          | – | Multan Sultans 154 (19.4) |
|                   |           | Quetta Gladiators gewinnt mit 22 Runs |   |                           |

| 9. Juni Scorecard | Abu Dhabi | Islamabad United 143-9 (20)            | – | Lahore Qalandars 144-5 (20) |
|                   |           | Lahore Qalandars gewinnt mit 5 Wickets |   |                             |

| 10. Juni Scorecard | Abu Dhabi | Multan Sultans 176-5 (20)          | – | Karachi Kings 164-7 (20) |
|                    |           | Multan Sultans gewinnt mit 12 Runs |   |                          |

| 10. Juni Scorecard | Abu Dhabi | Lahore Qalandars 170-8 (20)          | – | Peshawar Zalmi 160-8 (20) |
|                    |           | Lahore Qalandars gewinnt mit 10 Runs |   |                           |

| 11. Juni Scorecard | Abu Dhabi | Quetta Gladiators 133 (20)              | – | Islamabad United 137-0 (10) |
|                    |           | Islamabad United gewinnt mit 10 Wickets |   |                             |

| 12. Juni Scorecard | Abu Dhabi | Peshawar Zalmi 197-5 (20)          | – | Quetta Gladiators 136-9 (20) |
|                    |           | Peshawar Zalmi gewinnt mit 61 Runs |   |                              |

| 13. Juni Scorecard | Abu Dhabi | Islamabad United 152-7 (20)          | – | Lahore Qalandars 124 (18.2) |
|                    |           | Islamabad United gewinnt mit 28 Runs |   |                             |

| 13. Juni Scorecard | Abu Dhabi | Peshawar Zalmi 166-7 (20)            | – | Multan Sultans 167-2 (16.3) |
|                    |           | Multan Sultans gewinnt mit 8 Wickets |   |                             |

| 14. Juni Scorecard | Abu Dhabi | Karachi Kings 190-4 (20)               | – | Islamabad United 191-2 (18.4) |
|                    |           | Islamabad United gewinnt mit 8 Wickets |   |                               |

| 15. Juni Scorecard | Abu Dhabi | Quetta Gladiators 158-5 (20)          | – | Lahore Qalandars 140 (18) |
|                    |           | Quetta Gladiators gewinnt mit 18 Runs |   |                           |

| 15. Juni Scorecard | Abu Dhabi | Karachi Kings 108-9 (20)             | – | Peshawar Zalmi 109-4 (11) |
|                    |           | Peshawar Zalmi gewinnt mit 6 Wickets |   |                           |

| 16. Juni Scorecard | Abu Dhabi | Multan Sultans 183-5 (20)           | – | Quetta Gladiators 73 (12.1) |
|                    |           | Multan Sultans gewinnt mit 110 Runs |   |                             |

| 17. Juni Scorecard | Abu Dhabi | Islamabad United 247-2 (20)          | – | Peshawar Zalmi 232-6 (20) |
|                    |           | Islamabad United gewinnt mit 15 Runs |   |                           |

| 17. Juni Scorecard | Abu Dhabi | Karachi Kings 176-5 (20)         | – | Lahore Qalandars 169-7 (20) |
|                    |           | Karachi Kings gewinnt mit 7 Runs |   |                             |

| 18. Juni Scorecard | Abu Dhabi | Multan Sultans 169-8 (20)          | – | Lahore Qalandars 89 (15.1) |
|                    |           | Multan Sultans gewinnt mit 80 Runs |   |                            |

| 19. Juni Scorecard | Abu Dhabi | Karachi Kings 176-7 (20)          | – | Quetta Gladiators 162-6 (20) |
|                    |           | Karachi Kings gewinnt mit 14 Runs |   |                              |

| 19. Juni Scorecard | Abu Dhabi | Multan Sultans 149 (20)                | – | Islamabad United 150-6 (19.4) |
|                    |           | Islamabad United gewinnt mit 4 Wickets |   |                               |

### Playoffs
|  | Halbfinale (Eliminator) | Halbfinale (Eliminator) | Halbfinale (Eliminator) |              |                  | Vorschlussrunde (Qualifier) | Vorschlussrunde (Qualifier) | Vorschlussrunde (Qualifier) |                |            | Finale (Final) | Finale (Final) | Finale (Final) |
|  |                         |                         |                         |              |                  |                             |                             |                             |                |            |                |                |                |
|  | 1                       | Islamabad United        | 149 (19)                |              |                  |                             |                             |                             |                |            |                |                |                |
|  | 2                       | Multan Sultans          | 180/5 (20)              |              |                  |                             |                             |                             |                | 2          | Multan Sultans | 206/4 (20)     |                |
|  | 2                       | Multan Sultans          | 180/5 (20)              | 1            | Islamabad United | 174/9 (20)                  |                             |                             |                | 2          | Multan Sultans | 206/4 (20)     |                |
|  |                         |                         |                         | 1            | Islamabad United | 174/9 (20)                  |                             | 3                           | Peshawar Zalmi | 159/9 (20) |                |                |                |
|  |                         | 3                       | Peshawar Zalmi          | 177/2 (16.5) |                  |                             |                             | 3                           | Peshawar Zalmi | 159/9 (20) |                |                |                |
|  | 3                       | 3                       | Peshawar Zalmi          | 177/2 (16.5) | Peshawar Zalmi   | 176/5 (19.5)                |                             |                             |                |            |                |                |                |
|  | 3                       |                         |                         |              | Peshawar Zalmi   | 176/5 (19.5)                |                             |                             |                |            |                |                |                |
|  | 4                       | Karachi Kings           | 175/7 (20)              |              |                  |                             |                             |                             |                |            |                |                |                |

### Halbfinale 1
| 21. November Scorecard | Abu Dhabi | Multan Sultans 180-5 (20)          | – | Islamabad United 149 (19) |
|                        |           | Multan Sultans gewinnt mit 31 Runs |   |                           |

### Halbfinale 2
| 21. Juni Scorecard | Abu Dhabi | Karachi Kings 175-7 (20)             | – | Peshawar Zalmi 176-5 (19.5) |
|                    |           | Peshawar Zalmi gewinnt mit 5 Wickets |   |                             |

### Vorschlussrunde
| 22. Juni Scorecard | Abu Dhabi | Islamabad United 174-9 (20)          | – | Peshawar Zalmi 177-2 (16.5) |
|                    |           | Peshawar Zalmi gewinnt mit 8 Wickets |   |                             |

### Finale
| 17. November Scorecard | Karatschi | Multan Sultans 206-4 (20)          | – | Peshawar Zalmi 159-9 (20) |
|                        |           | Multan Sultans gewinnt mit 47 Runs |   |                           |